# Číhalín
Číhalín – gmina w Czechach, w powiecie Třebíč, w kraju Wysoczyna. 1 stycznia 2014 liczyła 190 mieszkańców.